# Manfred Berger (Fußballspieler)
Manfred Berger (* 23. Jänner 1967) ist ein ehemaliger österreichischer Fußballspieler.

## Karriere
Berger spielte bis 1989 für den Zweitligisten SK VOEST Linz. Zur Saison 1989/90 schloss er sich dem Ligakonkurrenten SV Stockerau an. Im Jänner 1990 wechselte er weiter innerhalb der 2. Division zum SK Austria Klagenfurt. Für die Kärntner kam er mindestens elf Mal in der zweithöchsten Spielklasse zum Einsatz.
Im Jänner 1991 wechselte er zum ASKÖ Donau Linz. Nach der Saison 1990/91 verließ er die Linzer. Im Jänner 1992 wechselte er zum SV Gmunden. Im Jänner 1998 kam er zu TuS Kremsmünster, wo er später auch seine Karriere beendete.